# Иргиз (Саратовская область)
Иргиз — железнодорожная станция в Заволжском муниципальном образовании Пугачёвского района Саратовской области.

## География
Находится на расстоянии примерно 18 километров по прямой на запад-юго-запад от районного центра города Пугачёв.

## Население
Население составляло 304 человека (85 % русские) по переписи 2002 года, 267 по переписи 2010 года.

## Инфраструктура
К северу от поселка находится Иргиз — небольшая грузовая железнодорожная станция на 25 километре от станции Пугачёвск в направлении Балаково. К югу от поселка расположена база путевой машинной станции ПМС-200.